# Avibrissina brevipalpis
Avibrissina brevipalpis är en tvåvingeart som beskrevs av Malloch 1932. Avibrissina brevipalpis ingår i släktet Avibrissina och familjen parasitflugor. Inga underarter finns listade i Catalogue of Life.